# Teretrius insinuans
Teretrius insinuans är en skalbaggsart som beskrevs av Sylvain Auguste de Marseul 1862. Teretrius insinuans ingår i släktet Teretrius och familjen stumpbaggar. Inga underarter finns listade i Catalogue of Life.